# گروبوندوک
شهر گروبوندوک (به فرانسوی: Grobbendonk) در شهرستان تورنو در استان آنتوئر در منطقه فلاندری در کشور بلژیک واقع شده‌است.